# Gayophytum racemosum
Gayophytum racemosum là một loài thực vật có hoa trong họ Anh thảo chiều. Loài này được Torr. & A.Gray mô tả khoa học đầu tiên năm 1840.